# 浅井敬吾

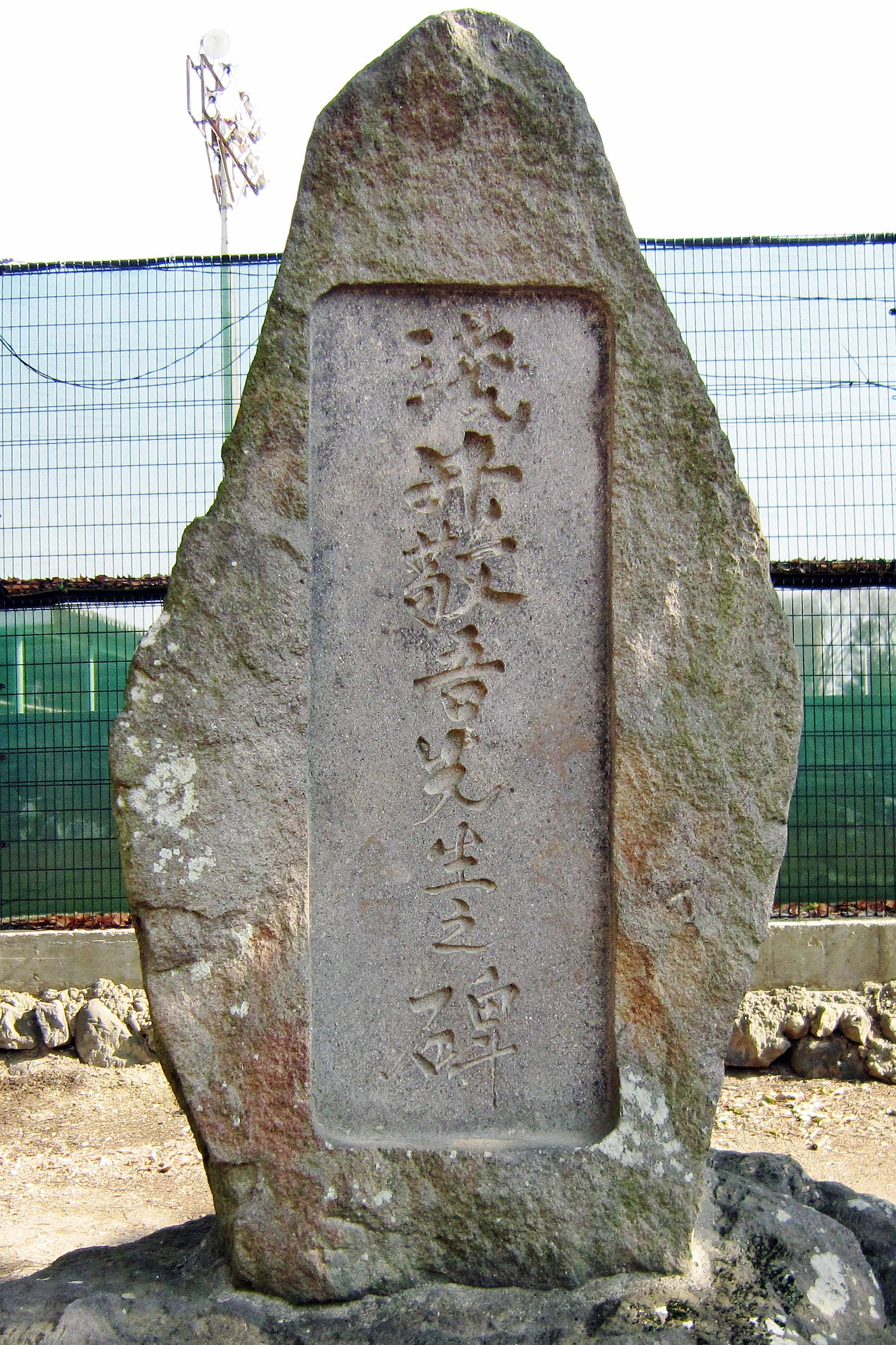
淺井敬吾先生之碑（上田城跡公園、長野県上田市）

浅井 敬吾（あさい けいご、1871年1月15日（明治3年11月25日） - 1950年（昭和25年））は、明治時代後期から昭和時代前期の政治家、医師。長野県上田市長。旧姓は山本。

## 経歴・人物
信濃国小県郡上田城下（現・上田市）の山本家に生まれ、旧上田藩士・浅井器水の養嗣子となる。東京済生学会を卒業し、東京順天堂医院（現・順天堂大学医学部附属順天堂医院）や横浜十全堂病院（現・横浜市立大学附属病院）を経て、東京帝国大学に入学し、小児選科を修了する。1893年（明治26年）旧制東京医学専門学校卒業。1899年（明治32年）故郷の上田に開業。このころ内村鑑三が訪れ、その影響で上田独立苦楽部を設立し、同会長となる。
1917年（大正6年）上田町会議員を経て、同市会議員となり、当時の市長・勝俣英吉郎をよく助け、上田市の文化都市化に貢献した。1930年（昭和5年）勝俣市長が没すると、市会議員選挙への出馬を諦め、親交のあった安部磯雄の勧めにより社会民衆党に入党した。1934年（昭和9年）から5期11年に渡り長野県医師会長を務め、1940年（昭和15年）12月21日、上田市長に就任した。1941年（昭和16年）社会民衆党を離党。戦時体制下において市政を担当し、工場誘致や学校の充足などに尽力した。
在任から6年後の1946年（昭和21年）11月16日、市長を引退し、公職追放となった。その後横浜へ移住した。追放中の1950年（昭和25年）死去。